# 罗斯多夫 (石勒苏益格-荷尔斯泰因州)
罗斯多夫（德語：Rosdorf，發音：[ˈʁɔsdɔʁf]）是德国石勒苏益格-荷尔斯泰因州施泰因堡县的市镇，面积5.61平方千米，2023年12月31日人口为335人。